# Menophra harterti
Menophra harterti is een vlinder uit de familie spanners (Geometridae). De wetenschappelijke naam is voor het eerst geldig gepubliceerd in 1912 door Rothschild.
De soort komt voor in Europa.